# Fusil Automático Doble
El Fusil Automático Doble (también conocido por el acrónimo como FAD) es un fusil de asalto peruano del tipo bullpup que dispara el cartucho 5,56 x 45 OTAN, el cual incorpora un lanzagranadas de corredera calibre 40 mm dentro de una sola unidad. Siendo de configuración bullpup, es un arma compacta que puede ser fácilmente empleada por tripulantes de tanque como arma auxiliar así como por soldados de infantería. 
Debido a su simplicidad y bajo peso, el fusil se usa en el Ejército como un arma secundaria. Perú estaba interesado en comprar 58 000 fusiles de asalto AN-94 para reemplazar el existente HK33. Sin embargo, la orden fue desestimada a favor del FAD ya que este era más económico.

## Historia y desarrollo
El arma está siendo fabricada actualmente por SIMA Electrónica, una división de los astilleros navales SIMA (Servicios Industriales de la Marina) del puerto de El Callao, con la finalidad de crear armamentos netamente peruanos y hacer crecer la industria armamentística en la nación. Se desconoce el número de fusiles fabricados, aunque se dice que SIMA todavía las hace ya que todavía siguen teniendo la necesidad de fabricar armas por un bajo costo y que resulte beneficioso a las Fuerzas Armadas, según SIMA «en vez de adquirirlas por un costo elevado, fabricarlas por uno bajo y que este al alcance de los fusiles actuales», y siendo este el segundo fusil de asalto de fabricación peruana, esta vez no esta hecha para la venta ni para exportación a otros países; su uso es nacional. Tiene como sucesor el FAD-V2, que es su nueva versión.

## Descripción
El FAD se hace a partir de chapa de acero estampada y polímero, incorporando una empuñadura radical, pero carece de un guardamonte completo del gatillo, utilizando la manija de amartillado de su lanzagranadas de 40 mm para prevenir cualquier contacto accidental con el gatillo. En la parte superior del guardamanos se encuentra la mira del lanzagranadas y un riel M1913 para montar diversas miras ópticas,  incluyendo las de visión nocturna de tercera generación, la holográfica EOTech, y otros dispositivos electrónicos. El cargador del FAD se inserta desde abajo con una leve inclinación a la izquierda. La eyección se realiza sobre el lado derecho, y los casquillos son expulsados directamente hacia abajo. Esto permite que el FAD pueda ser usado por tiradores diestros y zurdos sin necesidad de modificaciones. Los mecanismos se activan mediante retroceso directo del cerrojo. Tiene un selector de fuego y puede disparar en modo semiautomático y automático.

## Características
- Cargador tipo STANAG (4179) de 30 cartuchos 5,56 x 45 OTAN, inclinado a 12º hacia la izquierda.
- Portilla de eyección a 45°, que permite la expulsión de los casquillos sin obstaculizar al usuario.
- Cadencia de tiro de 550 disparos/minuto, con un alcance efectivo de 600 m.
- Lanzagranadas de 40 mm con acción de bombeo incorporado al arma.
- Mira estándar regulable manualmente.
- Un riel Picatinny para la instalación de miras telescópicas.

## En la cultura popular
Esta arma aparece en el juego Operation7, Call of Duty: Modern Warfare 3, Call of Duty: Ghosts y Crossfire.
Aparece también en el juego Bullet Force para dispositivos móviles.         